# Fort Eben-Emael
50°47′50″N 5°40′51″Ø / 50.79722°N 5.68083°Ø
Eben-Emael var en belgisk fæstning mellem Liège og Maastricht i nærheden af Albert kanalen. Det havde en vigtig placering i det belgiske forsvar ved den tyske grænse. Det blev bygget i 1931–1935, og havde ry for at være umuligt at gennemtrænge. Men den 10. maj 1940 landede 78 faldskærmsjægere fra den 7. flyver division (senere 1. Faldskærmsdivision) oven på fæstningen med svævefly af typen DFS 230. Dagen efter blev de forstærket med det tyske 151. infanteriregiment. Kl. 13.30 den 11. maj overgav fæstningen sig, og 1.200 belgiske soldater blev taget til fange.
Det underjordiske Eban-Emael fort var Belgiens håb, når det drejede sig om at beskytte dens østlige grænse mod invasion og havde til opgave at forsvare eller ødelægge tre nøglebroer. Det gav også beskyttelse syd for det som kaldtes hullet ved Vise. En fæstning, der skulle beskytte denne adgang til Liège, var blevet udtænkt i den sidste del af det 19. århundrede, men politikerne blev først overbevist efter at Albert kanalen var blevet bygget (for at give belgisk flodtrafik en rute der ikke førte gennem hollandsk område). Fæstningen blev først færdig i 1935 og lå mellem floden og kanalen, der løb uden om den. Med dens stål og beton kupler blev fort Eben-Emael anset for at være umulig at trænge igennem.
Imidlertid havde tyskerne planlagt erobringen af fortet lang tid i forvejen. Som forberedelse havde de øvet i at angribe en kopi i fuld skala af fortets ydre i det besatte Tjekkoslovakiet ved at anvende en nyligt bygget og overtaget tjekkisk grænsefæstning i den såkaldte Beneš mur, der i vidt omfang var baseret på vestlige tegninger.  Adolf Hitler sel udtænkte en plan om at overtage fortet ved at få soldater til at lande oven på fortet i svævefly (det ville have været svært og rodet at få mange mænd til at lande med faldskærm på et lille område) og udnytte de nye og tophemmelige hulladnings bomber til at gennemtrænge kuplerne.
God efterretningsvirksomhed og planlægning, kombineret med at belgierne ikke var forberedt på et angreb, hjalp med til at udførelsen den 10. maj 1940 af Hitlers tophemmelige plan blev en hurtig og overvældende succes. Erobringen af fortet var første gang svævefly blev anvendt ved et angreb, og det var også første gang der blev brugt hulladninger i krigen. Svæveflyene blev ledet af premierløjtnant Rudolf Witzig og landede på fortets "tag". Der kunne de bruge hulladningerne til at ødelægge kanonkuplerne. De brugte også flammekastere mod maskingeværer. Det lykkedes belgierne at ødelægge den ene af de tre vigtige broer, så den ikke kunne bruges af tyskerne, men samtidig forhindrede det en undsættelsesstyrke i at komme fæstningen til hjælp.
Efter at fortet var blevet erobret blev det genstand for en vurdering af om det kunne bruges ved produktion af V-1 flyvende bomber, men der blev aldrig indledt en produktion.
Fort Eben-Emael er nu åbent for offentligheden.

## Eksterne kilder
- En side om Eben-Emael Arkiveret 28. marts 2009 hos  Wayback Machine
- Fort Eben-Emael Officiel hjemmeside Arkiveret 18. januar 2009 hos  Wayback Machine
- Side med fotos af Eben-Emael, sammen med andre forter Arkiveret 30. november 2007 hos  Wayback Machine
- Billeder af Fort Eben-Emael og andre fæstninger Arkiveret 28. marts 2009 hos  Wayback Machine
- Historien om Pionier-Bataillon(mot)51, Eben-Emael May 1940 Arkiveret 28. september 2007 hos  Wayback Machine
- Photo's of Fort Eban Emael fra WYWAE Tour 2003
- Svævefly angrebet på Eben Emael som model for fremtidenInfantry Magazine, March-April, 2004 af Paul Witkowski